# Bojan Krkić
Bojan Krkić – ismertebb nevén Bojan – (1990. augusztus 28. –) spanyol labdarúgó.
A 2007–2008-as szezonban a Barcelona nagy csapatába került a klub B-csapatából és a gránátvörös-kékek minden idők legfiatalabb gólszerzőjévé vált. Bojan 9 évesen csatlakozott a Barça utánpótlásához, azóta több mint 900 gólt szerzett a klub színeiben. A gyors, jól cselező játékos igazán a 2006-os U17-es Európa bajnokságon robbant be, ahol a nála zömmel egy évvel idősebb játékosok között gólkirályi címet szerzett. Ezt úgy tette meg, hogy a spanyol gárda 5 meccséből 4-en mindössze 45 percnyi játéklehetőséget kapott. 2011-ben az AS Roma 12 millió euróért szerződtette. 2023 márciusában jelentette be visszavonulását.

## Pályafutása
Bojan az FC Barcelona Juvenil B csapatában kezdte a pályafutását, majd évről évre lépett feljebb a különböző utánpótlás kategóriákban. 1999-től 2005-ig a Barça különböző fiókcsapataiban 961 gólt szerzett, ami abszolút rekord a klub történetében. A 2006–2007-es szezont a B csapatnál töltötte, és ebben az évben kötötte meg első profi szerződését is a klubbal. A katalán együttes nagyon ügyelt arra, hogy az ifjú Bojant nehogy időben elhalássza egy másik klub, mint történt néhány éve Cesc Fabregassal, ehhez ugyanakkor kellett Bojan elhivatottsága is a maradásra. Első mérkőzését a felnőtt csapatban 2007. április 24-én játszotta az Al-Ahly elleni barátságos meccsen, ahol mindjárt be is talált az ellenfél kapujába. Krkics ezután a csapat többi nyári túráján is részt vett, ahol még más csapatoknak ellen is szerzett gólokat.
A 2007–2008-as szezonban mindjárt a második fordulóban lehetőséget kapott Frank Rijkaard edzőtől. Az Osasuna ellen a csapat 0-0-ra állt, amikor a mester beküldte a fiatal játékost. Három nappal később már a Bajnokok Ligájában is bemutatkozhatott, akkor a Lyon ellen kapott 5 percet, ezzel egy újabb rekordot állított fel, hiszen ő lett a legfiatalabb játékos a Barcelona történelmében, aki pályára lépett ebben a rangos kupasorozatban.
2007. október 20-án megszerezte élete első gólját a bajnokságban. A Villarreal ellen talált be idegenben, de a csapata elvesztette a mérkőzést 3-1-re. Ő lett a legfiatalabb játékos, aki gólt szerzett bajnoki mérkőzésen.
2008. április 1-én már a BL-ben is meglőtte pályafutása első gólját, a Schalke 04 ellen szerzett mindjárt a meccs elején győztes találatot. E tekintetben egyébként nem csúcstartó, mivel Peter Ofori-Quaye még nála is fiatalabbként szerzett találatot a Bajnokok Ligájában még a kilencvenes években.
Mindeközben a válogatottban is játszott különböző korosztályos csapatokban. 2006-ban az U17-es együttessel győzött az Európa Bajnokságon, ahol többek között mesterhármast szerzett Luxemburg ellen, és a döntőben az ő góljával győzte le a Selección az angol válogatottat. 2007 októberében már az U21-es csapatba volt hivatott.
2011 nyarán az AS Roma 12 millió eurós ajánlatot tett a támadóért, melyet elfogadtak a katalánok, így Bojan Rómába költözött. E szerződés afféle 2 éves kölcsönszerződés, azaz ha az AS Roma nem tart rá már igényt 2013 nyarán, a katalánok kötelesek őt visszavásárolni 13 millió euróért. Ha az olaszok meg szeretnék őt tartani, további 28 millió eurót kell átutaljanak a katalán nagyágyú bankszámlájára.

## Sikerei, díjai

### Válogatott
- 2007-es U17-es labdarúgó-világbajnokság: Második helyezett
- 2007-es U17-es labdarúgó-Európa-bajnokság: Győztes

Szerepelt már U17-es európai válogatottban is.

### Egyénileg
- 2007-es U17-es labdarúgó-világbajnokság: Bronz Labda

### Barcelona
- La Liga: 2008/2009, 2009/2010, 2010/2011
- Copa del Rey: 2008/2009
- Bajnokok-ligája: 2008/2009, 2010/2011
- Supercopa de Espana: 2009, 2010
- UEFA Szuperkupa: 2009
- FIFA Klubvilágbajnokság: 2009

### Ajax
- Eredivisie: 2013-14
- Johan Cruyff Shield: 2013

### Montreal Impact
- Canadian Championship: 2019

## Családja
Édesapja, Bojan szerbiai születésű, és a 80-as években a belgrádi Crvena Zvezda labdarúgója volt. Édesanyja, Maria Lluïsa spanyol. A fiatal tehetség katalánnak vallja magát.